# Can Font (Canet d'Adri)
Can Font és una masia de Canet d'Adri (Gironès) protegida com a bé cultural d'interès local.

## Descripció
És una masia del segle xv amb diversos cossos adossats. El cos principal té una configuració basilical i consta de planta baixa i dos pisos superiors, coberta a dues vessants de teula àrab acabada amb un ràfec de doble filera, a base de rajols plans i teules. Les parets de pedra, deixant a la vista els carreus que emmarquen les obertures i les cantonades. La porta principal conserva la llinda amb una llosa plana i els brancals de pedra. Les finestres tenen llinda, ampit i brancals de pedra. La porta principal té la inscripció "1753 RENO [creu] BADA 1900" i en tres finestres hi ha cisellat "1753 [tres creus]", "1471 [creu]", "1700", així com diverses mostres de decoració esgrafiada. Hi ha quatre lloses planes i de grans dimensions col·locades al terra de l'entrada de la masia; i un rellotge de sol en perfecte estat sobre la finestra d'un dels laterals. A banda i banda de la masia, adossats dos porxos de planta baixa i pis superior, oberts per la façana principal.